# Spice Girls
The Spice Girls (Les Noies Picants) són un grup de música de música pop d'Anglaterra, que va ser format a Londres el 1994. Les Spice Girls consisteixen en 5 integrants: Victoria Beckham, Melanie Brown, Emma Bunton, Melanie Chisholm i Geri Halliwell.
A la dècada dels 90 van suposar una revolució en la indústria musical i es van convertir en el grup femení amb majors vendes de la història. Tingueren un gran impacte social en diversos llocs del món, especialment en el Regne Unit, reivindicant el feminisme popularitzant el lema Girl Power.
Van llançar tres àlbums d'estudi i es van separar en el 2001 encara que això mai va ser anunciat formalment per a seguir amb les seves carreres de solistes. El 28 de juny de 2007, van anunciar l'edició d'un àlbum de grans èxits Greatest Hits, i una gira mundial, The Return of the Spice Girls. El 2017 van anunciar un possible retorn, amb la publicació d'un àlbum d'èxits i un especial de televisió pel 2018.

## L'èxit
El 8 de juliol de 1996 van publicar el seu primer single, Wannabe, al Regne Unit. Va entrar a les llistes d'èxit al número 3, però a la segona setmana ja era número 1, i allà va romandre durant set setmanes, i es va convertir en el segon single més venut de l'any. En els mesos següents, la cançó es va estendre per diversos països d'Europa i, més tard, als Els Estats Units.
Els següents singles, d'un tall més lent quant a melodia, van ser igualment un èxit. A últims d'any, es va publicar el seu primer àlbum, Spice, que es va mantenir quinze setmanes a dalt de tot de les llistes de venda. Les Spice Girls es van convertir en el primer grup a aconseguir situar els seus primers quatre singles al número 1 de llistes de venda al Regne Unit. Wannabe és el single que va ocupar el primer lloc durant molts d'anys als països europeus. Les Spice van guanyar un premi per Wannabe a la millor cançó i "Say you'll be there" al millor vídeo.
Amb el lema "Noies al Poder" sota el braç, el grup ha aconseguit el rècord de ser la girlband en haver venut més àlbums al món per un nombre tan escàs de publicació d'àlbums; rècord que encara és vigent.

## Spiceworld
A l'octubre del 1997, les Spice Girls van començar a promocionar les cançons del seu segon àlbum. Es corregeix, en aquest moment, el desfasament de temps que tenien entre diferents mercats com l'europeu i el nord-americà, i en aquesta ocasió porten a terme la promoció de forma mundial. La data de llançament va ser estratègicament retardada per a substituir més fàcilment al, en aquells dies, número u, el single Candle in the Wind, de Elton John. Les noves cançons mostraven certa evolució del grup i les crítiques rebudes eren millors que les del primer àlbum. Van aconseguir vendre 18 milions de còpies. Al Nadal de 1997, les Spice Girls es convertien en el primer grup a tenir els seus sis primers singles al número 1 de les llistes de vendes en el Regne Unit. La revista TOTPva posar a les Spice Girls els sobrenoms de Scary (Mel B), Baby (Emma Bunton), Ginger (Geri Halliwell), Posh (Victòria Beckham) i Sporty (Melanie C). El sobrenom de Geri era originalment 'Sexy Spice' però es va canviar per 'Ginger'.

## Davallada
En aquells dies, les "noies picants" ja havien acomiadat a la seva manager, Simon Fuller, la qual cosa es va traduir en certa controvèrsia en la seva pròpia relació. Unit a això, Stop, el seu sisè single, es va quedar en portes del ja típic nº1, arribant al segon.
Uns mesos després, el grup va començar una gira mundial que recorreria els principals països d'Europa i Amèrica. A portes d'embarcar-se en els concerts a l'altre costat de l'oceà. Al gener del 1998, David i Victoria, anuncien el seu compromís i posteriorment al maig Geri abandona el grup.

## Viva Forever
Viva forever va ser l'últim single de les Spice Girls amb la companyia de Geri Halliwell. Les noies no van tenir temps per a fer un vídeo musical per a aquesta cançó en persona, per això, aquest va tractar d'unes fades de joguina que feien i actuaven com elles. Aquest single anava a ser editat juntament amb "Never Give up on the Good Times", però l'anada de Geri del grup va provocar que tot això no s'arribés a fer.

## Geri
Ja a la fi de l'any 1997, Geri Halliwell (Ginger Spice) de 25 anys, va abandonar la seva imatge com a Spice Girl. Al maig de 1998, l'últim concert de les Spice Girls i la seva última entrevista juntes, Geri no es mostrava gaire feliç. Després de moltes discussions amb les seves companyes, Ginger Spice abandona el grup per les seves diferències i per continuar la seva carrera en solitari. També es diu que l'abandonament fou a causa d'una discussió entre ella i Mel B. El seu missatge per als fans va ser, "Tristament, he de deixar el grup per causa de les nostres diferències i el meu desig de treballar en solitari. Espero que segueixin fent un bon treball i que siguin les millors.
P.S.: Tornaré.
El 1998, les Spice Girls van escriure Goodbye i Tell me Why en honor de Geri Ginger Spice. El Single Nadalenc (Goodbye) no va sortir a la venda fins al nadal del mateix any i la cançó va ser inclosa en l'àlbum de 'Holler',. L'any 1999, Victoria Adams es casà amb el famós jugador de futbol anglès David Beckham. Durant 1998 i 1999 les Spice van donar diversos concerts alguns com "Back in Britain Live @ Wembley Stadium" i "Live @ Earls Court".

## Forever
La resta del grup, per la seva banda, continuava unit i preparant el seu tercer àlbum, Forever, el qual va tenir un comportament acceptable en tot el món superant els 4 milions de còpies. Els dos singles extrets d'aquest àlbum, Holler i Let love lead the way, van ser nº1 en el Regne Unit i altres països com Brasil. No obstant això, les noies picants van decidir cancel·lar la gira mundial que tenien preparada. L'any 2001, es dissolgué el grup i cadascuna de les noies van continuar amb les seves carreres com a solistes.

## El retorn
Al juny del 2007 van assistir a una conferència en la qual es van convocar nombrosos mitjans de tot el món, on les Spice van anunciar que farien una gira per diversos països durant el 2007 i 2008, The Return of the Spice Girls, i l'edició d'un àlbum recopilatori que, finalment, porta 2 temes inèdits anomenats "Headlines" i "Voodoo". I el 2012 van fer una actuació durant la cerimònia de clausura dels Jocs Olímpics de Londres.

## Discografia
Spice Girls han venut al voltant de 64 milions de còpies entre singles i àlbums fins al 2001.